# Пчельник (Башкортостан)
Пчельник (баш. Пчельник) — деревня в Бижбулякском районе Республики Башкортостан Российской Федерации. Входит в состав Бижбулякского сельсовета. Проживают чуваши.
С 2005 современный статус.

## История
Статус деревня, сельского населённого пункта, посёлок получил согласно Закону Республики Башкортостан от 20 июля 2005 года N 211-з «О внесении изменений в административно-территориальное устройство Республики Башкортостан в связи с образованием, объединением, упразднением и изменением статуса населенных пунктов, переносом административных центров», ст.1:

6. Изменить статус следующих населенных пунктов, установив тип поселения - деревня:
 
5)  в Бижбулякском районе:…

я) поселка Пчельник Бижбулякского сельсовета

## География

### Географическое положение
Расстояние до:
- районного центра (Бижбуляк): 6 км
- центра сельсовета (Бижбуляк): 6 км
- ближайшей ж/д станции (Приютово): 49 км

## Население
| 2002 | 2009 | 2010 | 2010 |
| ---- | ---- | ---- | ---- |
| 56   | ↘53  | ↗56  | →56  |

Национальный состав
Согласно переписи 2002 года, преобладающая национальность — чуваши(93 %) 